# Équipe du Somaliland de football
L'Équipe nationale de football du Somaliland est l'équipe de football qui représente le Somaliland, un État qui s'est autoproclamé indépendant de la Somalie en 1991. Bien que le Somaliland soit un État de facto, il n'a pas encore reçu de reconnaissance internationale. Le Somaliland n'est pas membre de la FIFA et de la CAF ; c'est plutôt un membre associé de la ConIFA, une association créée en 2013 d'équipes de dépendances, d'États non reconnus, de minorités, d'apatrides et de régions non affiliées à la FIFA,.

## Histoire
L'Association de football du Somaliland gère actuellement une ligue nationale qui se compose de 12 clubs semi-professionnels parrainés ou soutenus par des organisations publiques et privées. L'Association organise également un tournoi de football interrégional semestriel, au cours duquel les 13 régions participent à des phases de groupes organisées à travers le pays, les 4 derniers vainqueurs de groupe disputant les demi-finales dans la capitale, Hargeisa.
L'Association de football du Somaliland a participé pour la première fois de l'existence du Somaliland à un tournoi international de la coupe du monde de ConIFA 2016 organisé par l'Abkhazie. Le Somaliland a été tiré au sort dans le groupe D aux côtés du Panjab et du Sápmi. Perdant les deux matchs, le Somaliland a disputé deux autres matchs contre d'autres finalistes, les îles Chagos et Székely. Le Somaliland a ensuite terminé 10e au classement général de la compétition.
À la suite de la conférence annuelle de la ConIFA, l'équipe de football du Somaliland a été invitée à participer à la Coupe du monde de football de la ConIFA 2016, où elle a terminé dixième sur douze équipes. Elle est actuellement classée 27e parmi les 56 équipes de la ConIFA.

## Stade
Le Stade d'Hargeisa est le siège de l'équipe, et c'est là où la plupart des parties sont jouées.

## Entraineurs
| Nom                 | Nationalité | Période       |
| ------------------- | ----------- | ------------- |
| Fuad Abdillahi Isse | Somaliland  | 2012–2015     |
| Omar Abdillahi      | Somaliland  | 2015–en cours |